# Josep Sastre i Torruella
Josep Sastre i Torruella (Tremp, 1898 - 1979) va ser un metge i polític català. Va llicenciar-se en Medicina a Barcelona el 1925 i va exercir al seu municipi. El gener del 1934 va ser escollit alcalde de Tremp per Esquerra Republicana. Sastre va ser l'últim Comissari de la Generalitat de Catalunya a Lleida (1938). Poc després de retornar a Catalunya provinent de l'exili, va treballar a l'Hospital de Sant Pau de Barcelona i posteriorment, de nou, a Tremp.